# بافت (کرمان)

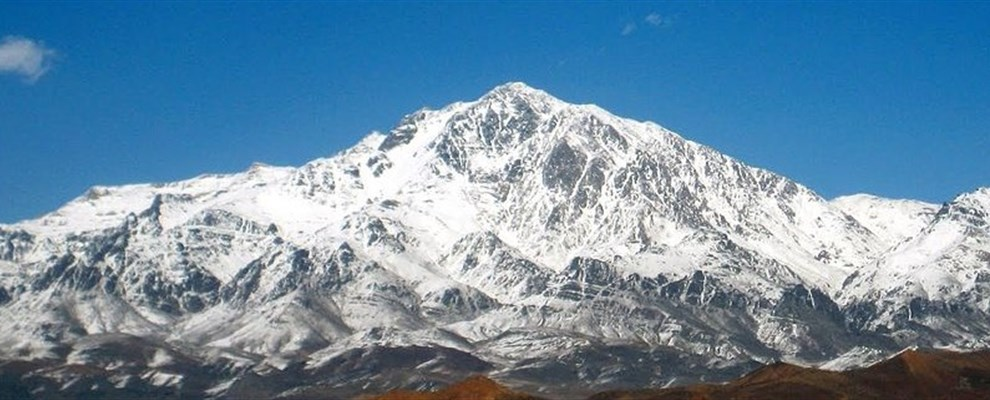
منظره‌ای از کوه شاه با ارتفاع ۴٬۴۰۲ متر یکی از بلندترین کوه‌های ایران در ۱۲ کیلومتری شمال شهر بافت

بافت، شهری است کوهستانی ، سردسیر و نُخبه پرور و مرکز شهرستان بافت در استان کرمان است. این شهر در ۱۵۹ کیلومتری جنوب غربی کلانشهر کرمان، با ارتفاعی نزدیک به ۲٬۳۰۰ متر از سطح دریا از مرتفع‌ترین شهرهای ایران است. بافت با داشتن شرایط دمایی مناسب، ارتفاع بالا از سطح دریا، قرارگیری شهر در کوهپایه و بارش مناسب دارای بزرگ‌ترین پهنهٔ جنگلی جنوب شرق ایران با مساحت ۳۵۰٬۰۰۰ هکتار است.
جمعیت شهر بافت بنا بر سرشماری سال ۱۳۹۵ مرکز آمار ایران، ۳۴٬۵۱۷ نفر بوده‌است. و بدین ترتیب نهمین شهر پرجمعیت استان کرمان به‌شمار می‌رود. . شهر بافت توسط سازمان بهداشت جهانی به عنوان یکی از ۷۰ شهر سالم ایران و یکی از هزار شهر سالم جهان معرفی شده‌است.بافت دومین تولیدکنندهٔ گردو در ایران است.شهر بافت مرتفع‌ترین شهر بالای ۲۵ هزار نفر جمعیت ایران محسوب می‌شود به همین دلیل به 'بام کویر ایران' یا 'بام جنوب ایران' معروف است. اختلاف ارتفاع در محدوده شهری بافت، بیش از ۱۵۰ متر است. مساحت شهر بافت حدود ۱۵٫۷ کیلومتر مربع است.

## دیرینگی بافت
دیرینگی شهر بافت به بیش از ۱٬۰۰۰ سال می‌رسد. به‌گونه ای که از حفاری‌ها و کاوش‌های باستان‌شناسی بر می‌آید بنای شهر قدیم بافت که در بخش جنوبی شهر کنونی قرار دارد منسوب به هفتصد سال پیش بوده و شهر نو در حدود دویست سال پیش ساخته شده‌است. بافت از گذشته محل زندگی ایل  افشار نیز بوده است، افشارها که از ترک‌های کرمان هستند در دوره های مختلف زمانی و از مکان های مختلف به روستا های اطراف بافت مهاجرت کرده‌اند، اولین مهاجرت در زمان صفویه از آناتولی و آذربایجان به شهرستان بافت اتفاق افتاده، موج بعدی مهاجرت در زمان افشاریه از خراسان و آذربایجان به بافت بوده و آخرین موج از سلسله مهاجرت در اوایل دوره قاجار از فارس به شهرستان بافت اتفاق افتاده است و جمعیت کنونی اقلیت افشار را در چندین روستا در غرب بافت را پدیدآورد.

سازمان جهانی بهداشت: بافت یکی از ۱۰۰۰ شهرپاک دنیا

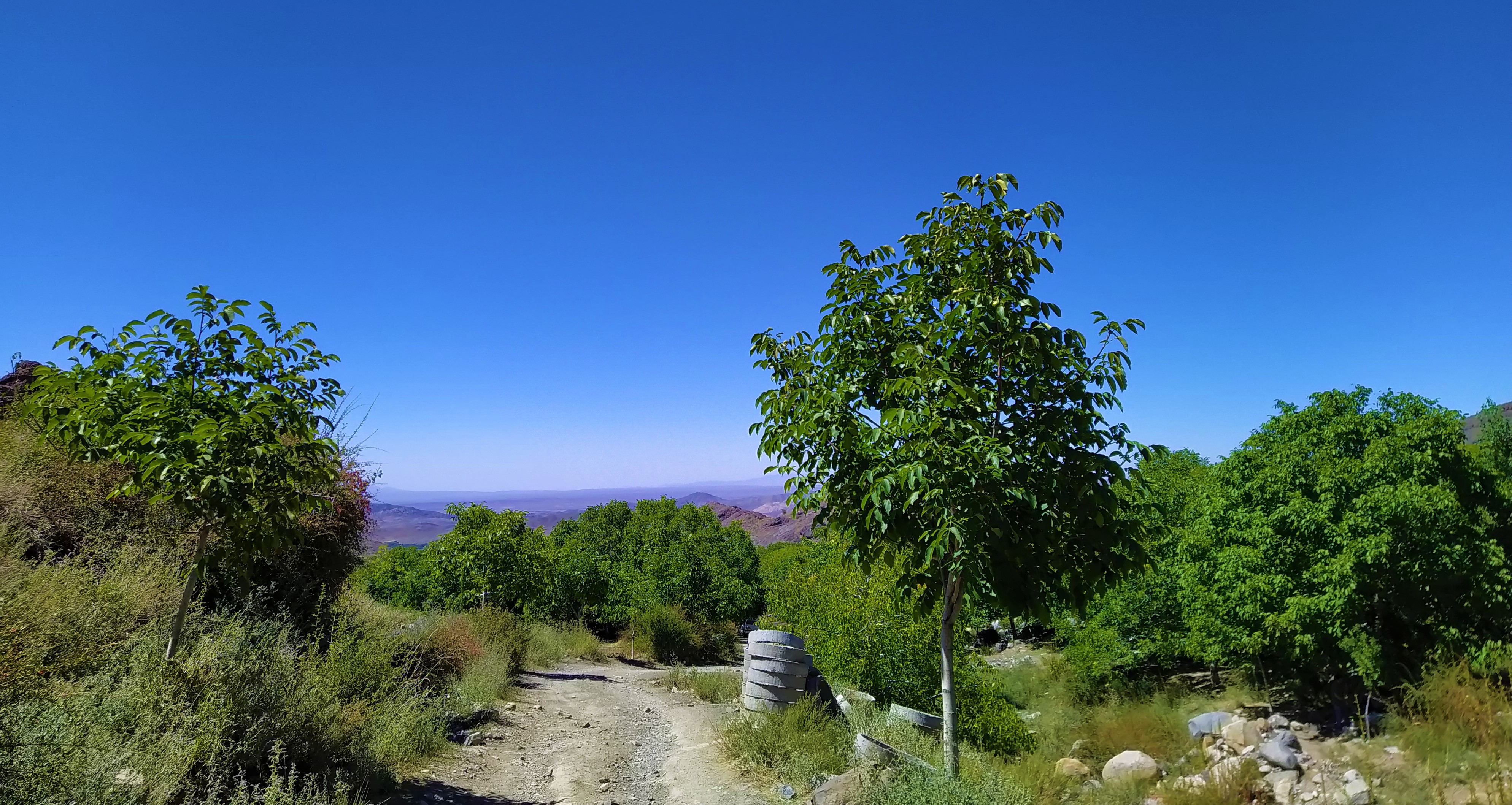
مناطق کوهستانی شهرستان بافت

## بافت، درگذر تاریخ

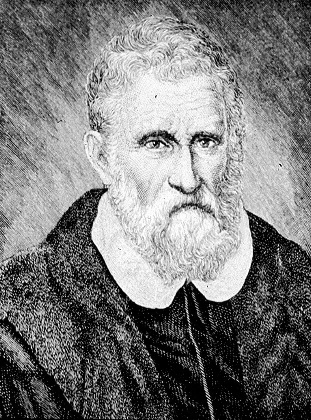
مارکوپولو، جهانگرد معروف از بافت عبور کرده‌است.

گفته شده‌است که مردم این سرزمین در قدیم در جایی به نام دشتاب زندگی می‌کردند، اما در مورد زمان انتقال آن‌ها به بافت، در منابع مطلبی نیامده‌است. بافت از جمله شهرهایی بوده که مارکوپولو از طریق آن به کرمان مراجعت کرده‌است. اشرف افغان نیز پس از شکست یافتن از نادرشاه، به جهرم، لار، سیرجان و بافت رفته‌است. در زمان آقا محمدخان قاجار قلعهٔ رابر در شهر رابر توسط باباخان برادرزادهٔ وی محاصره و تسخیر شد. بخشی از مردم بافت در سالیان دور از استان فارس به این شهر مهاجرت کرده‌اند. به نظر گابریل، احتمالاً اسکندر، در بازگشت از مشرق ایران، از طریق گلاشکرد، در پنجاه کیلومتری مغرب کَهنوج، از مسیر صوغان و بافت به سیرجان رفته‌است (ص ۳۱). نخستین بار، صاحب حدودالعالم در ۳۷۲ از بافت نام برده و بافت و خیر (احتمالاً خَبْر) را دو شهرک آبادان و با نعمت از کرمان معرفی کرده‌است (ص ۱۲۶). هنگامی که ملکشاه سلجوقی در جیرفت درگذشت (۵۶۲)، پسر و جانشین او، ملک بهرام، از راه بافت روانهٔ بردسیر (شهر کرمان) شد (افضل الدین کرمانی، ص ۶۶). به نوشتهٔ محمدبن ابراهیم (ص ۸۲)، در ۵۷۰، اتابک محمد از راه بافت به جیرفت رفت و در ۵۹۴، غُزان، پس از شکست از نصرت‌الدین اتابک، سردار هندوخان پسر خوارزمشاه، به بافت و سیرجان عقب نشستند (همان، ص ۱۹۵). بافت در اوایل سدهٔ هفتم، پیش از حملهٔ مغول، از بلاد و نواحی کرمان و شهری آباد و نامدار بوده‌است (افضل‌الدین کرمانی، ص ۱۳۲). در همان زمان، بافت در معجم البلدان (ج ۱، ص ۴۷۴)، به صورت «بافد» و از شهرهای کرمان در راه شیراز ذکر شده‌است. به قول شیندلر، مارکوپولو در نیمهٔ سدهٔ هفتم هنگام بازگشت به کرمان، از راه بافت سفر کرده‌است (سایکس، ص ۳۰۳). در ۷۶۸، شاهزاده قطب‌الدین اویس به حوالی بلوک اقطاع (بافت) آمد (عبدالرزاق سمرقندی، ج ۱، ص ۳۹۰). در ۷۸۵، سلطان احمد، حاکم کرمان، پس از گذراندن چند روز در بافت، برای درهم شکستن شورشی که حیدر نامی آن را رهبری می‌کرد، به کرمان بازگشت (میرخواند، ج ۴، ص ۵۸۹). در ۸۵۷، میرزا سلطان سنجر، پس از به بند کشیدن یاراحمد، به بلوک اقطاع رفت (ژان اوبن، ج ۲، ص ۱۲۴–۱۲۶). در ۸۵۸، الوند بیگ بن اسکندر میرزا بن قره‌یوسف ترکمان از خراسان به جیرفت و رودبار آمد. محمود فارسی، پس از تسلیم منطقه به وی، در بلوک اقطاع اقامت گزید (روملو، ص ۳۴۴). در ۱۱۳۲، سپاهیان محمود افغان، پس از تسخیر کرمان، با قزلباش‌ها وارد نبرد شدند. سالار عسکرِ بلوکِ اقطاع نیز به قزلباش‌ها پیوست (مرعشی صفوی، ص ۵۴). در ۱۱۳۸، سالار عسکر بلوک اقطاع (بافت) با سید احمدخان مصاف داد (مرعشی صفوی، ص ۶۸–۶۹). در ۱۲۰۷، فتحعلی‌خان قاجار (بعدها فتحعلی شاه)، به فرمان شاه قاجار، قلعهٔ رابر را در رابر محاصره و تسخیر کرد (وزیری کرمانی، ص ۱۴۱–۱۴۲).
در ۱۳۱۰ ه‍. ش، قصبهٔ بافت مرکز اقطاع به‌شمار می‌آمد (کیهان، ص ۲۵۲–۲۵۴). در ۱۳۲۱ ش، قصبهٔ بافت ۵۵۴، ۲تن جمعیت داشت و دارای ۲۲ دهستان بود که اغلب دهستان‌های امروزی شهرستان بردسیر جزو آن قید شده‌است. (ایران. وزارت کشور، ج ۲، ص ۳۸۳–۳۸۶).
در سدهٔ اول هجری و در دورهٔ صفاریان، بافت یکی از حوزه‌های سیرجان بوده‌است. در اواخر سدهٔ چهارم و اوایل سدهٔ پنجم هجری به بخش‌هایی از بافت و حومهٔ اقطاع می‌گفتند و در دورهٔ سلجوقیان، افرادی از فرزندان ملک قاوَرد یا همان سلجوقیان کرمان دررابر ساکن شدند و بر مردم آنجا حکمرانی می‌کردند. در دورهٔ قراختائیان یکی از حکمرانان کرمان، حکمرانی بافت و ارزوئیه را به جلال‌الدین بن سلطان قطب‌الدین واگذار کرد. در دورهٔ آل مظفر برخی پادشاهان در بافت و ارزوئیه به جنگ مشغول بوده و جنگ امیر مظفر با شیخ ابواسحاق در بافت روی داده‌است. در دورهٔ صفویه، افشارها به صورت گسترده به بافت مهاجرت کردند، بعدها در دوره قاجار نیز تعداد زیادی از طایفه های افشار از فارس به بافت مهاجرت کردند، بر همین اساس به بافت در آن زمان اقطاع افشار می‌گفتند. افشارها در جنگ و سوارکاری مهارت بالایی داشتند و اکثریت نیروهای نظامی منطقه بافت از افشارها تامین می‌شد، از ایلخانان بزرگ کرمان غنجعلی خان افشار است که در قلعه هشون ساکن بود و حکومت بافت را در اختیار داشت. در دوران زندیه، هزار سوار و تفنگچی کریم خان زند به سرکردگی نضیرخان لاری حاکم لار که قصد تصرف کرمان را داشت، ابتدا وارد ارزوئیه و از آنجا به اقطاع آمدند و سپس به قصد تصرف کرمان از بافت رفتند. در دورهٔ قاجار و قاجاریه، بافت به صورت ملوک‌الطوایفی اداره می‌شد و هر ناحیه‌اش برای خود کلانتر یا کدخدایی داشته‌است. میرزا حسین وزیر، علی محمد خان، عدل السلطان، ملا غلامحسین خان بافتی (امین الرعایا)، صمدالله شیبانی (امین دیوان) و مرآت اسفندیاری از آن جمله حاکمان و کلانتران بوده‌اند. در اواخر همین دوره بخش وسیعی از بافت تحت نفوذ غنجعلی خان افشار، ایلخان بزرگ قرار گرفت و پس از او حاکمیت اقطاع و افشار به برادرش ه‍ژبرالسلطنه واگذار شد. افراد دیگری مانند مرتضی قلی‌خان سرهنگ، میرزا خان سرتیپ و فرزندش احمد علی خان ایلخانی نیز حاکم بافت بوده‌اند. خلاصه آنکه در دورهٔ قاجاریه، افشارها نقش مهمی در حکومت داشتند و در سال ۱۲۰۷ ه‍.ق به دستور آقامحمدخان قاجار، فتحعلی شاه به قصد تصرف کرمان عازم می‌شود و نخست به سیرجان و از آنجا به بافت ورود پیدا می‌کنند. گروهی از ریش سپیدان و بزرگان از جمله، آخوند ملا محمد صالح بافتی، حیدر خان هشونی و امیر باقر گوغری به گرمی از او و سپاهش استقبال کردند تا اینکه فتحعلی شاه حکمرانی بافت را به میرزا حسین پسر آقا علی واگذار کرد و به رابر حمله‌ور شد، مردمرابر به سختی با او مقابله کردند ولی در نهایت قلعهٔ رابر به محاصره و تصرف فتحعلی شاه درآمد.
در دوره صفویه، افشاریه و قاجاریه مهاجرت گسترده افشارها از آذربایجان، خراسان و فارس به بافت اتفاق افتاده است.  به خاطر این مهاجرت ها، بخشی از ساکنین این شهرستان از ایل افشار هستند و به زبان ترکی افشاری تکلم می‌کنند. گلیم شیرکی پیچ که اخیرا ثبت جهانی شده است توسط افراد ایل افشار و بچاقچی بافته می‌شود

### وجه تسمیه و نام‌های قدیمی
در حدود العالم (۳۷۲ هـ. ق) بافت مرکز اقطاع ذکر شده‌است. در صورت الارض و تقویم البلدان این شهر به نام «بافد» آمده و سپس به «بافت» تبدیل شده‌است. دلیل تغییر نام این شهر از اقطاع به بافت از به هم پیوستن آبادی های حومه و وصل شدن راه فصل شده به دیار کرمان بوده است.

## جایگاه جغرافیایی
بافت در ۱۵۶ کیلومتری مرکز استان کرمان، یکی از مرتفع‌ترین و خوش آب و هواترین شهرهای استان کرمان و ایران می‌باشد. شهر بافت با ارتفاع ۲٬۲۸۰ متر از سطح دریا مرتفع‌ترین شهر جنوب ایران و مرتفع‌ترین شهر بالای ۲۵ هزار نفر جمعیت ایران محسوب می‌شود. قرارگیری در ارتفاع زیاد و همجواری با کوه شاه سبب اعتدال هوای این شهر در تابستان شده‌است. این تعادل آب و هوایی و وجود رودهای بزرگ و پرآب آسیاب جفته و زردشت سبب شکل‌گیری تمدن باستانی حوزهٔ هلیل‌رود در شهرستان بافت شده‌است.
شهر کنونی بافت ۱٬۲۰۰ سال قدمت تاریخی دارد اما قدمت نقاطی از شهرستان بافت به پنج هزار سال پیش از میلاد می‌رسد.

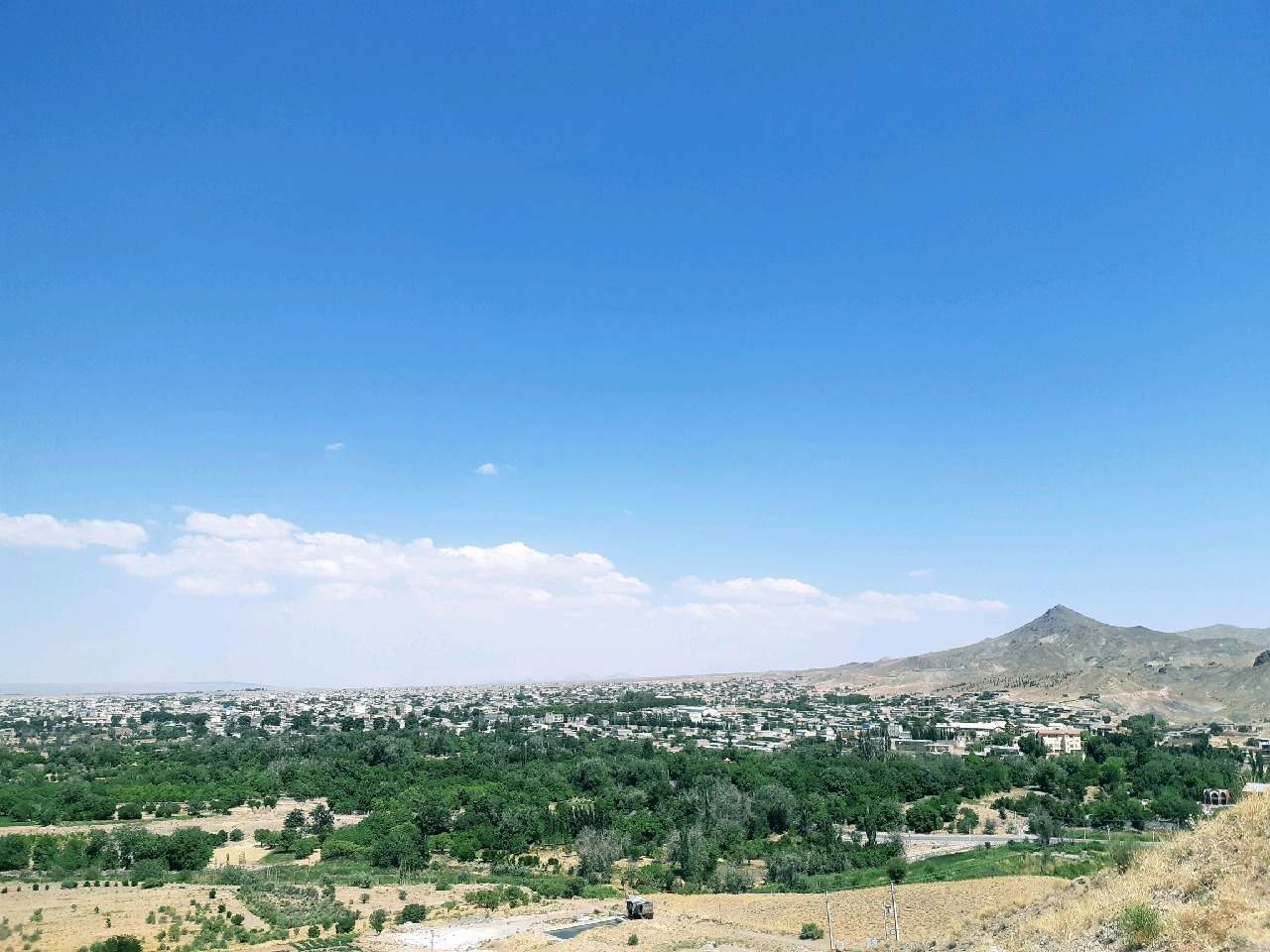
سراسرنمای شهربافت، بام کویرایران در تابستان

## امکانات فرهنگی

### کتابخانه‌های عمومی
شهر بافت دارای چهار کتابخانهٔ رسمی و تحت پوشش وزارت فرهنگ و ارشاد اسلامی می‌باشد. این چهار کتابخانه عبارتند از:
- کتابخانهٔ شهید دستغیب[۱۸]
- کتابخانهٔ نیک نفس[۱۹]
- کتابخانهٔ امام محمد باقر[۲۰]
- کتابخانهٔ شهید نعمت‌الله افشار

### سینما
- سینما غدیر

رسانه رسمی و روزنامه
● روزنامه حکمت بافت 
مراکز فرهنگی
- مصلی امام خامنه‌ای[۲۱]
- گلزار شهدا
- گلزار شهدای گمنام

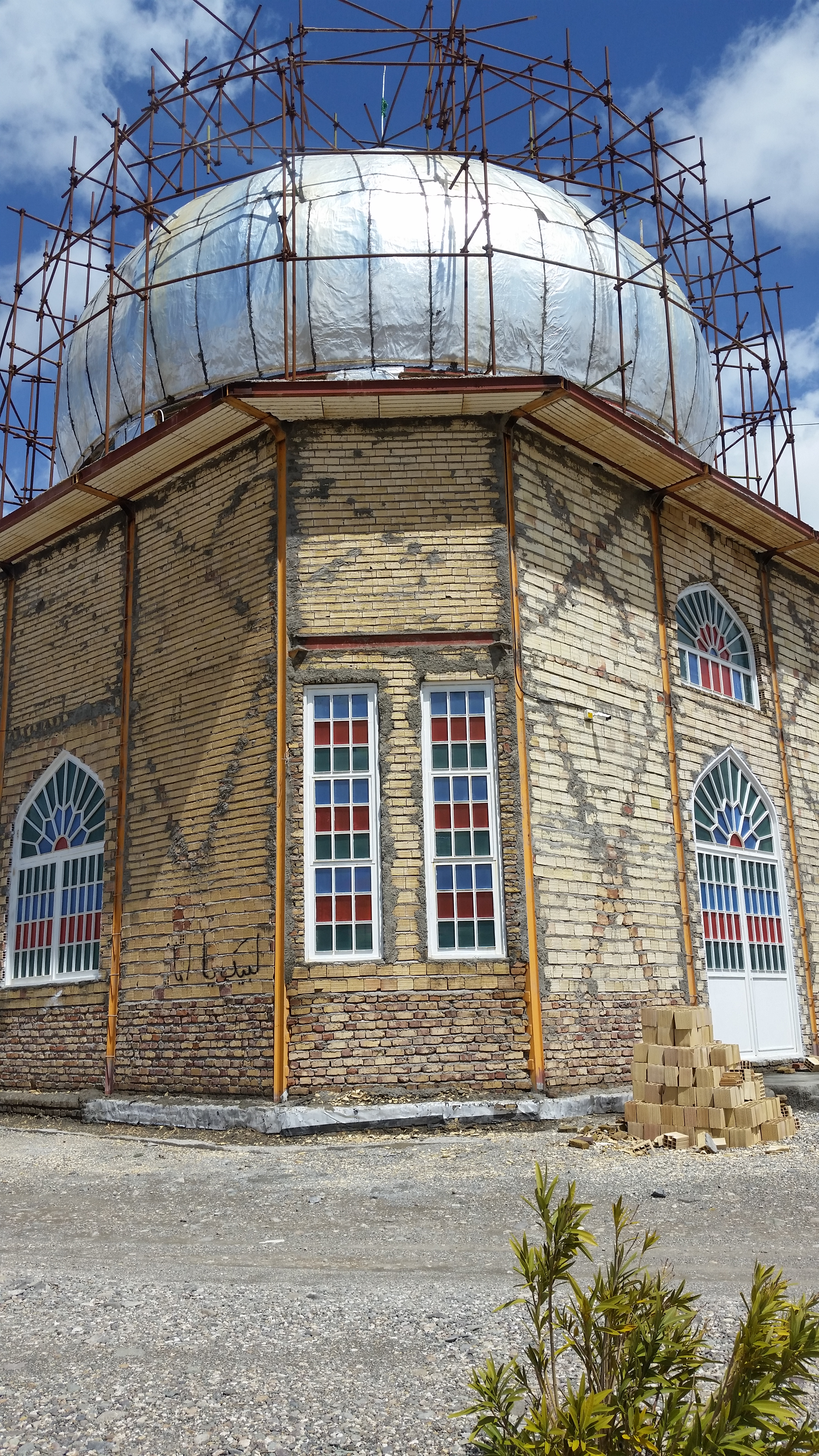
گلزار شهدای گمنام در شرق شهربافت

- مهدیه بافت که در حال توسعه و پیشرفت می‌باشد.

## تغییرات جمعیتی
جمعیت شهر در سال ۱۳۳۵ تعداد ۳٬۸۶۱ نفر بوده و در سال ۱۳۶۵ جمعیت ۱۷٬۲۲۹ نفر و آخرین سرشماری سال ۱۳۸۶ جمعیت شهر ۳۸٬۲۰۰ نفر را در خود جای داده بود. در سال ۱۳۸۷ خورشیدی درجه شهرداری ۷ و کارکنان شهرداری بافت یکصدو شصت نفر بود. جمعیت کنونی شهر بافت نزدیک به۳۵٬۰۰۰ نفر بر اساس سرشماری سال ۹۵ می‌باشد.بافت، نهمین شهر پرجمعیت استان کرمان به‌شمار می‌آید.

## مردم‌شناسی
شهر بافت دارای چند قوم مختلف است و از گذشته اقوام مختلف در این شهر ساکن بوده اند.از اقوام بزرگ بافت می توان به ترکهای افشار و فارس‌ها اشاره کرد. در زمان سلطنت ناصرالدین شاه قاجار، وزیری مورخ مشهور کتاب جغرافیای کرمان، جمعیت ایل افشار بافت را ۹۳۰۰ نفر گزارش کرده است، در همان کتاب جمعیت کل بافت و رابر را ۱۶۰۰۰ نفر گزارش کرده. میتوان به روستا هایی مانند برکنان.ده زارچی.باغ حسن.دره مرید. دشتاب.گوغر.بیدان.باغ فخروییه.بنگان و...... اشاره کرد

## جغرافیا
بافت شهری کوهپایه‌ای با ارتفاع حدود ۲٬۳۰۰ متر است که در کنارهٔ رشته‌کوه ایران مرکزی و در دامنهٔ کوه شاه قرار گرفته‌است. رود بافت از کنارهٔ خاوری شهر می‌گذرد و باغ‌های حاشیهٔ شهر را آبیاری می‌کند. سه رشته قنات به نام‌های باقرآباد و کهن شهر و هنگوییه نیز در شهر جریان دارند و سایر باغ‌های شهر را آبیاری می‌کنند.

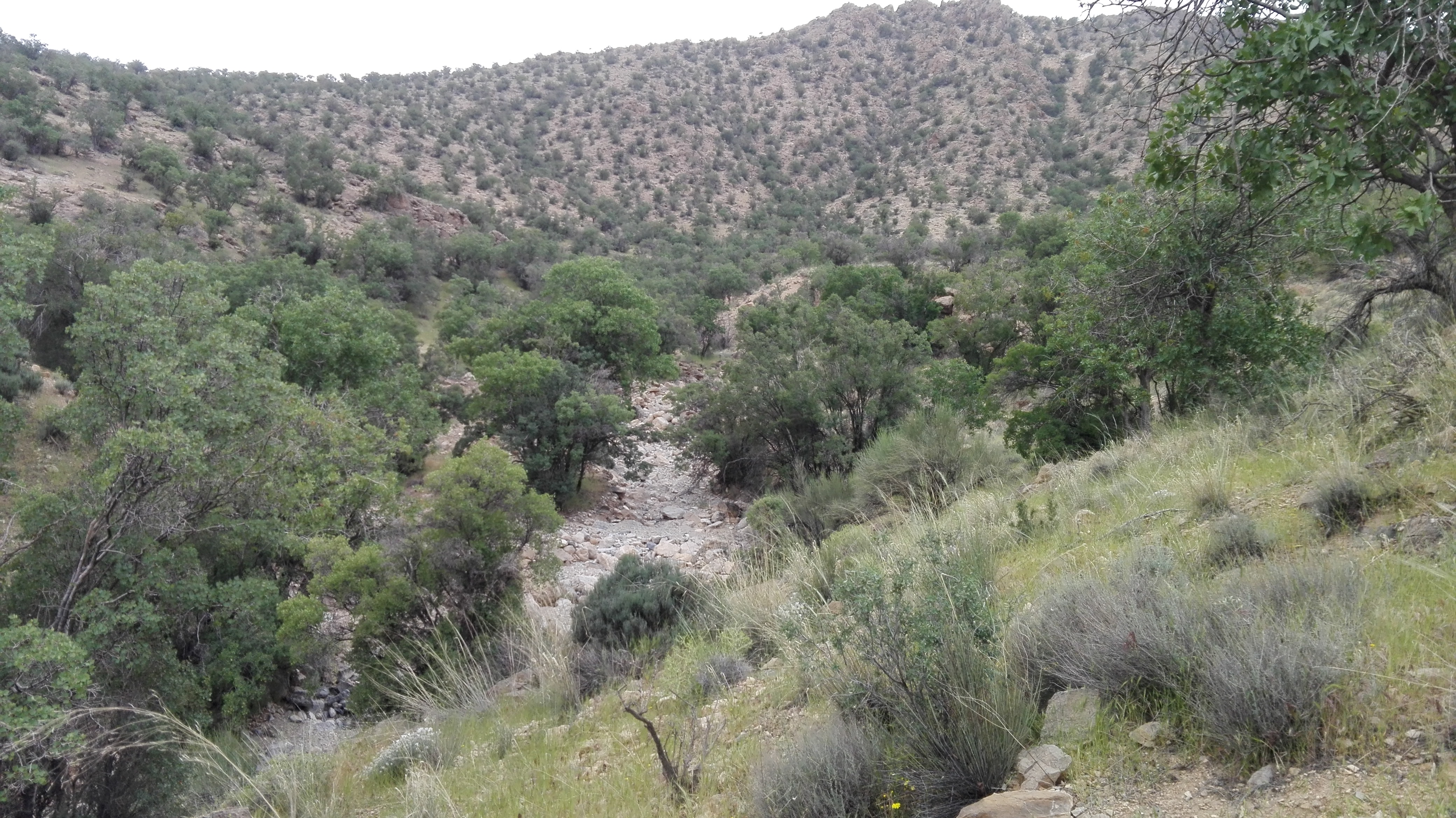
جنگل سه چاه در شرق پارک ملی خبر واقع در جنوب شهرستان بافت

کوه بلند خبر در فصل بهار، ارتفاع: ۳۸۵۱متر

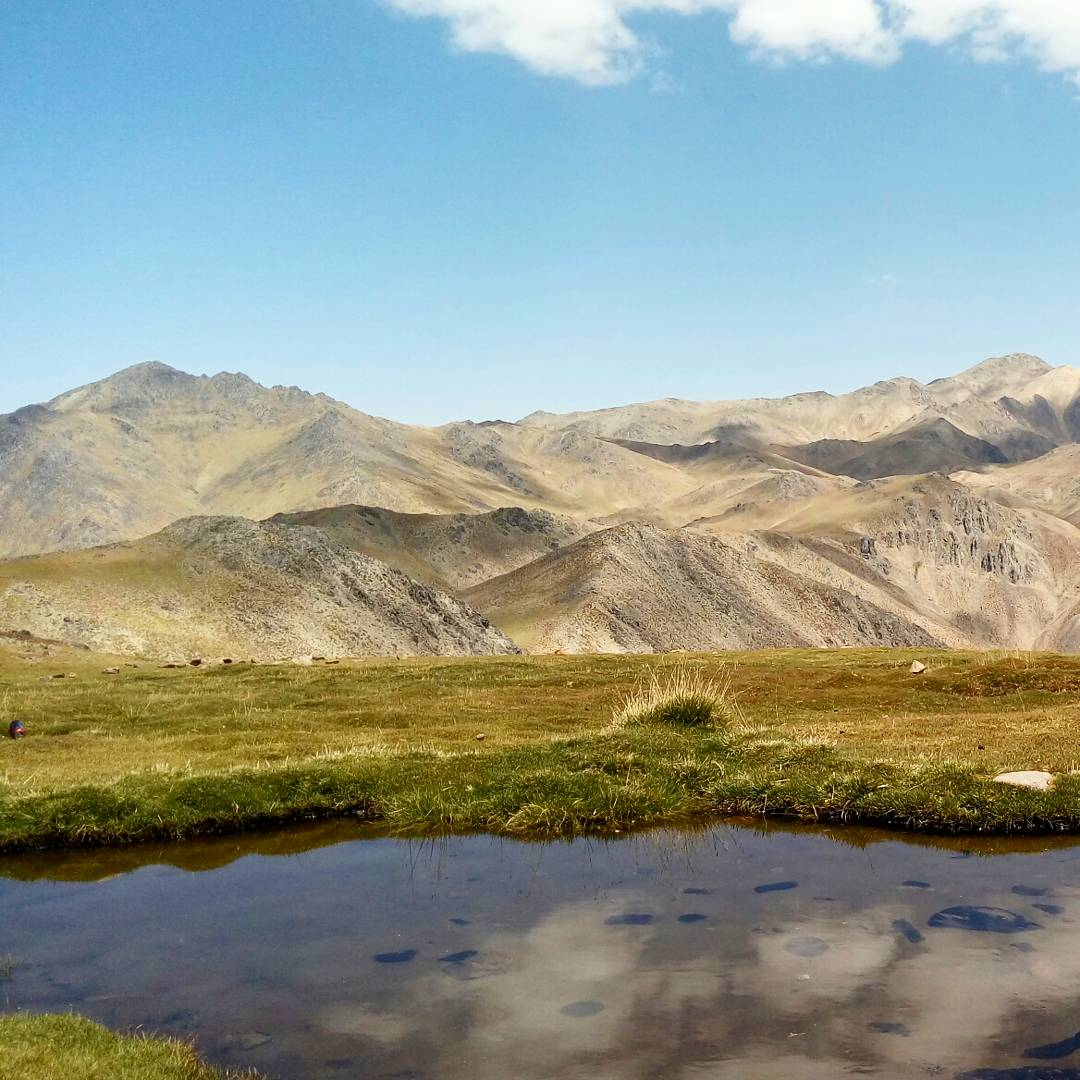
چمنزار جوچار در کوه شاه ارتفاع چهارهزار متری

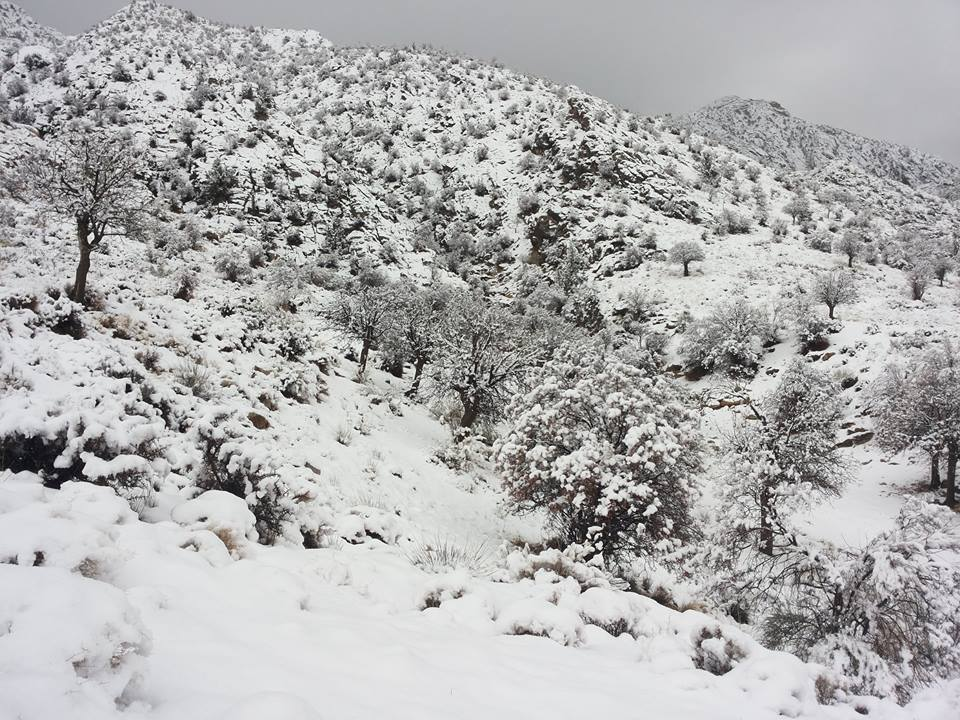
بارش برف در بلندی‌های پارک ملی خبر

### کوهستان‌ها
کوهستان‌های شاخص شهرستان شامل ارتفاعات ۴٬۴۰۰ متری کوه شاه در شمال و کوه‌های ۳٬۸۰۰ متری گوغر در شمال غرب همچنین ارتفاعات خبر در جنوب به بلندای ۳٬۸۵۰ متر و ارتفاعات پراکندهٔ مناطق گوشک و طرنگ با متوسط ارتفاعی ۳٬۰۰۰ متر است.
کوه شاه در محدودهٔ شهرستان بافت و در ۲۰ کیلومتری شمال شرقی این شهر قرار گرفته‌است. نظرات متعددی در مورد وجه تسمیهٔ این کوه وجود دارد؛ همان‌طور که از سنگ نوشته‌های تخت شاهزاده برمی آید کوه شاه همواره تحت محافظت و قرق شکاربانان و قرقچیان شاه بوده و از گذشته تا اواخر سلطنت ناصرالدین شاه قاجار شاهان و شاهزادگان برای تفرج و شکار به این کوهستان زیبا می‌آمدند؛ دلیل دیگر شکل قلهٔ غربی مشهور به «کلهٔ برفی» است که به صورت تک‌قله از اکثر مناظر مشاهده می‌شود و با کوهستان‌های اطراف اختلاف ارتفاع زیادی دارد؛ به‌طوری‌که در روزهای صاف از سیرجان و بردسیر و تقریباً همهٔ نقاط شهرستان قابل دیدن است. مرتفع‌ترین نقطهٔ این کوهستان قلهٔ شرقی آن موسوم به «برزانتی» است که ۴٬۴۰۸ متر ارتفاع از سطح دریا را داراست. قلهٔ کله‌برفی که مناظر بدیعی در زمستان دارد ۴٬۴۰۲ متر ارتفاع دارد.
در گذشته جنگل زیبایی از درختان ارس و کهکم و بنه دامنه‌های این کوهستان را تا نزدیکی شهر بافت پوشانده بود که به دلیل عدم حفاظت و قطع درختان برای مصرف به عنوان سوخت و چرای بی‌رویه تنها آثار معدودی از آن‌ها در چند نقطهٔ دوردست برجای مانده‌است.
حیات‌وحش این منطقه روزگاری زبان‌زد بوده که با شکار و تخریب و ناامنی زیستگاه به خصوص در دههٔ ۶۰ تقریباً تمام کل و قوچ و پلنگ این منطقه نابود شد. در سال‌های اخیر نیز متأسفانه با آغاز به کار معدن آهن تلخه چار در ارتفاع ۴٬۰۰۰ متری و معدن سرب قنات مروان شاهد ویرانی عظیمی در کوه شاه هستیم.

### آب و هوا و اقلیم
از لحاظ اقلیمی، آب و هوای شهر بافت معتدل کوهستانی است. ارتفاع شهر بافت از سطح دریا ۲٬۲۸۰ متر است که سومین شهر مرتفع بالای ۲۵ هزار نفر جمعیت ایران نام گرفته‌است. در تابستان‌ها هوای بافت خنک و دلپذیر و در زمستان‌ها سرد و یخبندان می‌باشد، به طوری که به دلیل ارتفاع نسبتاً بالا و آب و هوای مساعد همه ساله میزبان بارش‌های سنگین برف بوده‌است.

### رودها

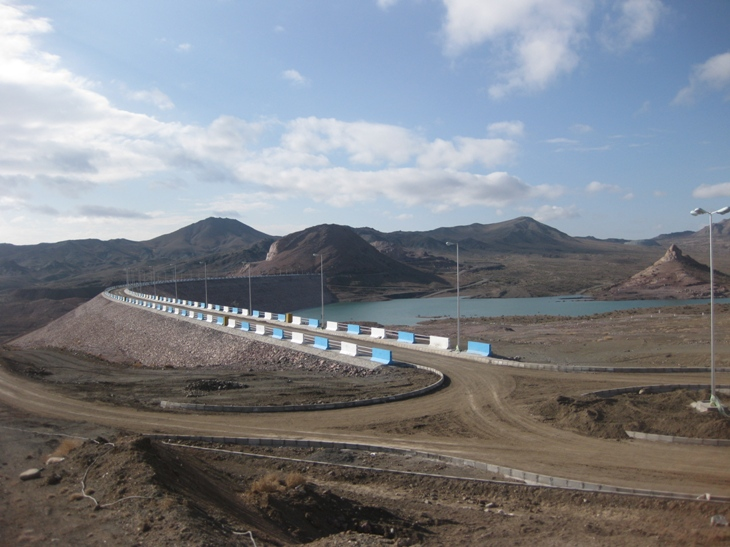
سد بافت

رودخانهٔ بافت از سرشاخه‌های هلیل رود، از کوه شاه سرچشمه گرفته و از مشرق شهر می‌گذرد. پیرامون رود را باغ‌های انبوه گردو احاطه کرده‌است.

## برخی مناطق گردشگری طبیعی و تاریخی در شهرستان بافت
- کوه شاه
- پارک ملی خبر
- چنار کهنسال و غار طرنگ
- غار جفریز
- خانه تاریخی ایرانمنش
- روستای بنگان
- قلعه غنجعلیخان هشون

- جنگل بنه گوشک

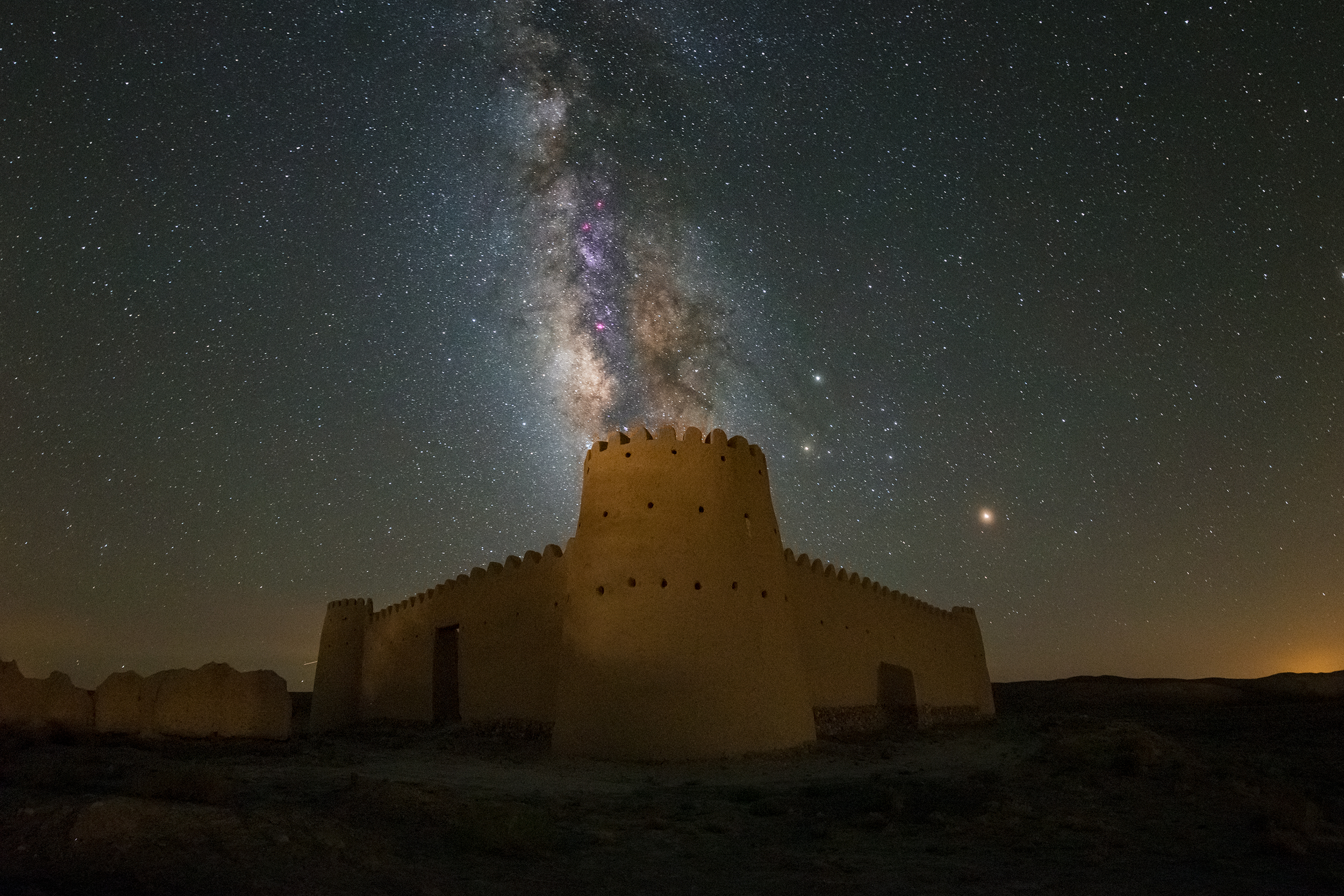
قلعه قنجعلی خان افشار

- قدیمی‌ترین درخت گردوی جهان: این درخت با ۲۵۰۰ سال قدمت در شهرستان بافت قرار دارد.[۲۵]
- غار شب‌پره
- قلعه کردعلی
- قلعه‌های تاریخی دشتاب
- سد بافت
- باغ‌های گردوهای کهنسال گوغر
- منطقه یاس چمن
- دره بندر گوغر
- منطقه حفاظت شده انجرک
- باغ شهربزنجان
- روستای باصفای خافکوییه
- آبشارهای خوشکار
- آبشار بنگان
- آرامگاه سلطان فقیه الدین
- روستاهای تاج آباد. امرودوییه. نمزاد. مشکنان. زمان آباد
- قدم گاه باغوییه ، چنار های باغوییه

### روستاهای گردشگری

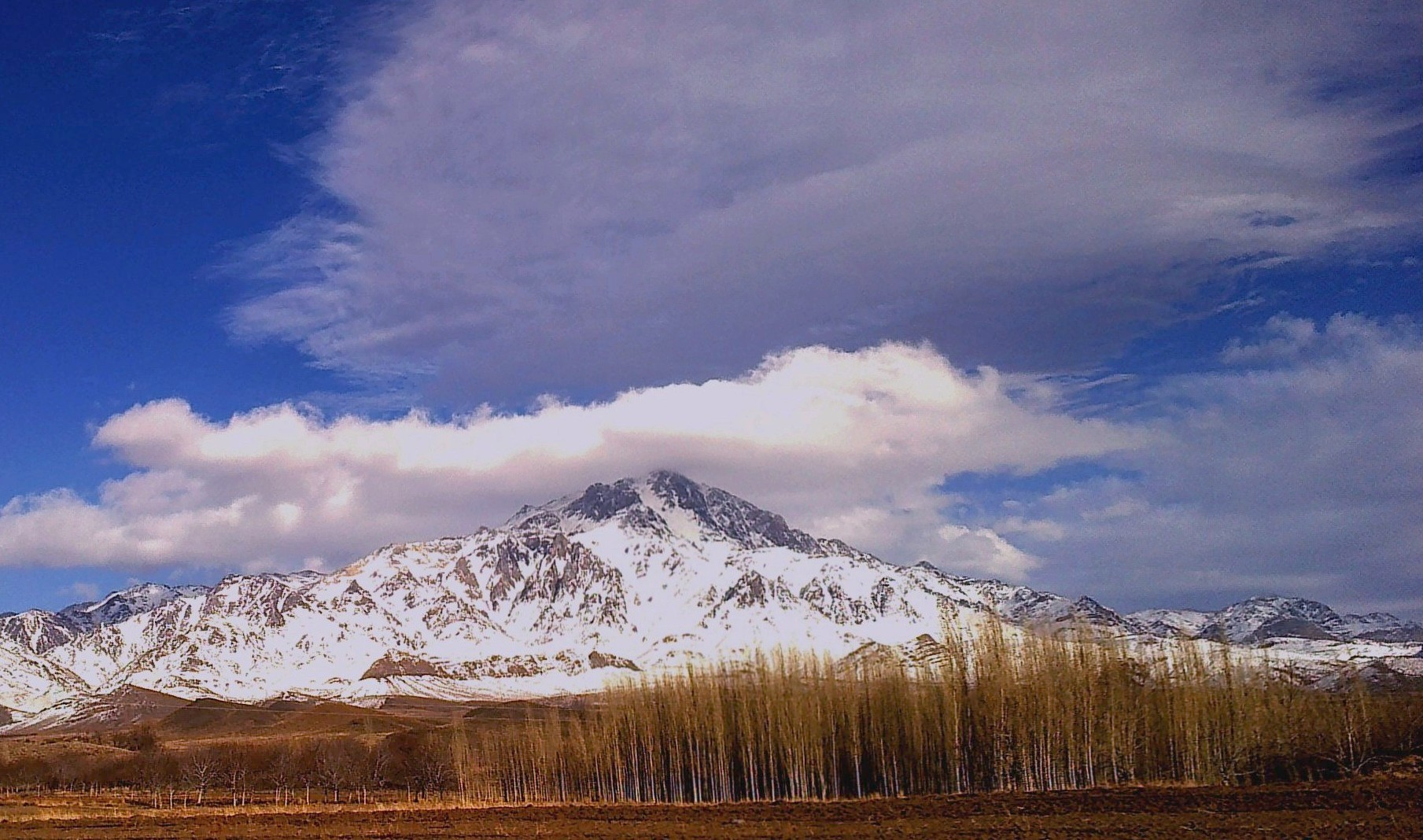
منظره زمستانی کوه شاه از روستای کیسکان

بی شک یکی از زیباترین مناطق این شهرستان منطقه مرتفع و سرسبز گوغر می‌باشد البته می‌توان به روستاهای ترنگ، کیسکان و باغ فخروییه و تلخه چار و بنگان و خَبر نیز اشاره کرد.

### پارک ملی خبر
پارک ملی خبر، با ۱۴۹ هزار و ۹۸۳ هکتار وسعت یکی از مناطق شگفت‌انگیز شهرستان بافت در استان کرمان محسوب می‌شود. پارک ملی خبر در دامنه کوه خبر با ارتفاع۳۸۵۱متر قرار گرفته‌است. این پارک به دلیل دارا بودن تنوع زیستی ناشی از وجود ارتفاعات بلند، دشت‌های متعدد، حوزه‌های آبخیز متنوع، در استان کرمان و کشور ایران کم‌نظیر است. پارک ملی خبر یازدهمین منطقه‌ای است که در ایران عنوان پارک ملی را به خود اختصاص داده‌است. پارک ملی خبر در سال ۱۳۵۰ با عنوان منطقه حفاظت شده و در سال ۱۳۵۴ تحت عنوان پناهگاه حیات وحش خبر و روچون مورد حفاظت قرار گرفت و در نهایت این منطقه در سال ۱۳۷۰ به عنوان منطقه گردشگری فرهنگی در سازمان فرهنگی یونسکو به ثبت رسید و هشت سال بعد نیز به پارک ملی ارتقاء یافت. تنوع و تراکم پوشش گیاهی و جانوری در پارک ملی به همراه خصوصیاتی از قبیل یکی بودن زیستگاه‌های بومی، وجود برخی گونه‌های ذخیره ژنتیکی موجود به ویژه در کوهستان‌های منطقه، گونه‌های جانوری نظیر رودک عسل خوار، گورکن، عقاب دو برادر و گونه‌های نادر گیاهی مانند زیتون وحشی، انار شیطان، بنه، درمنه، قیچ و ارس تفریحگاه‌های متنوعی را ایجاد کرده‌است که بسیاری از آن‌ها در معرض انقراض قرار دارند. این تنوع زیستی شامل ۶ درصد گونه‌های گیاهی، ۱۵ درصد پستانداران و ۲۰ درصد گونه‌های پرندگان کشور است. وجود چنین تنوع گیاهی و جانوری پارک ملی خبر را به منطقه‌ای بسیار مناسب برای استفاده پژوهشگران، محققین، علاقه‌مندان به طبیعت و گردشگری و عکاسان تبدیل کرده‌است.

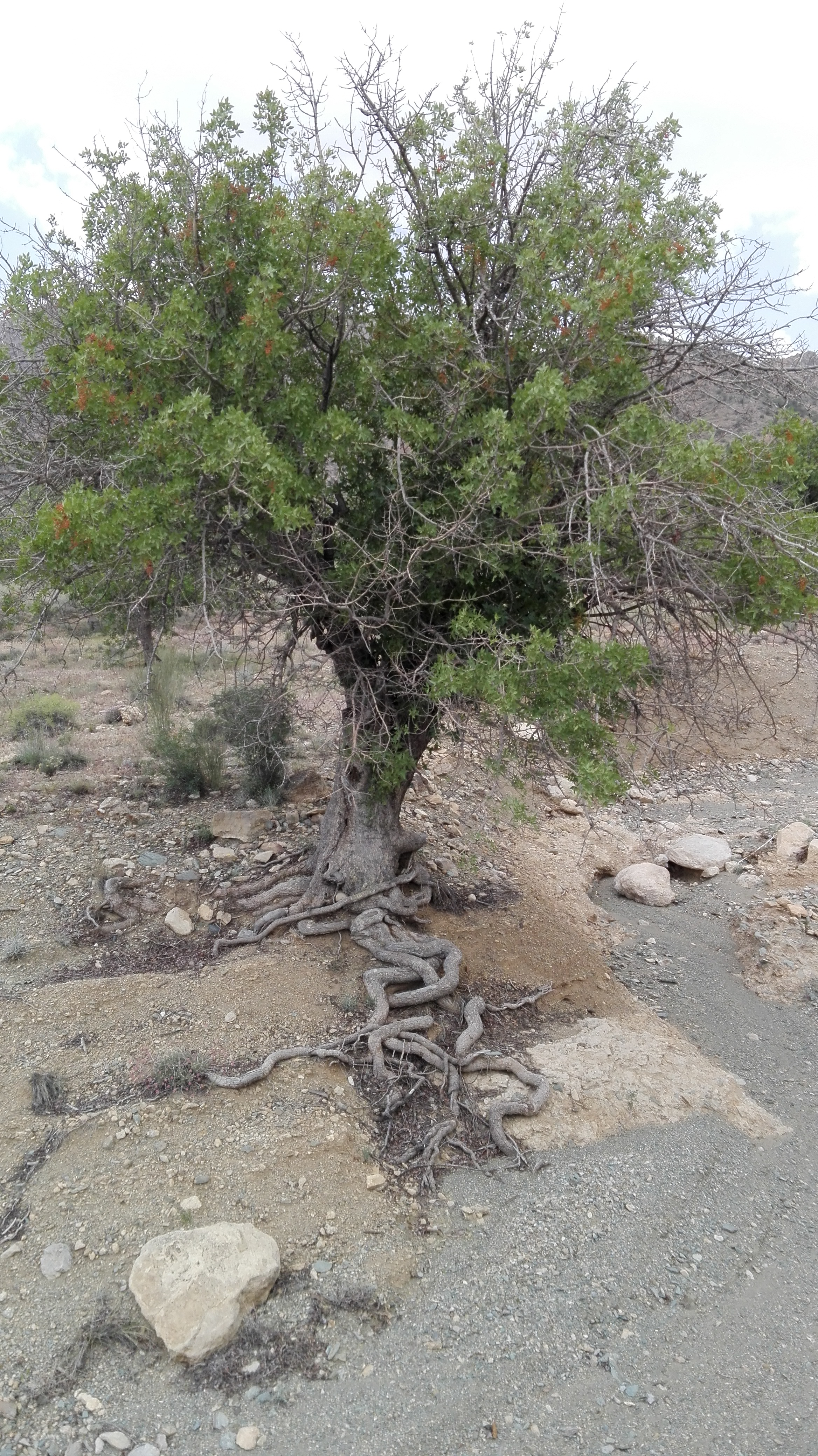
درخت بنه در پارک ملی خبر که با ریشه‌هایی بسیار قوی مانع از فرسایش خاک می‌شود

### منطقه حفاظت شده انجرک
در ۸ کیلومتری شرق شهر بافت واقع شده‌است؛ و از تنوع زیستی جانوری و گیاهی زیادی برخورداراست.مهم‌ترین روستای این منطقه روستای انجرک است و از آب و هوای کوهستانی برخوردار است.

### درخت چنار کهنسال طرنگ
درخت چنار کهنسال طرنگ یک درخت چنار کهنسال در روستای طرنگ از توابع شهرستان بافت در استان کرمان است. این درخت چنار بر اساس گمانه زنی صورت گرفته بر تنه درخت و طبق نظر کارشناسان، دارای قدمتی ۱۴۰۰ ساله است، که جزو قدیمی‌ترین درختان چنار کهنسال کشور محسوب می‌گردد. این درخت در حال حاضر در روستای طرنگ واقع در بخش خبر شهرستان بافت و در جوار امام زاده احمد و در بستر رود طرنگ واقع شده‌است. این درخت به عنوان یکی از مهم‌ترین ذخایر ژنتیکی گیاهی کشور مطرح است. در فاصله صد متری در پایین دست چنار کهنسال طرنگ و در نزدیکی امام زاده احمد دو چنار کهنسال دیگر قد برافراشته‌اند که از نظر ارتفاع با درخت هم ترازند اما از نظر سن و قطر تنه به گفته کارشناسان سازمان میراث فرهنگی حداقل نیمی از سن این درخت چنار را دارا هستند. قطر تنهٔ این درخت در ارتفاع دو متری از سطح زمین، ۳متر و قطر آن در پای درخت حدود ۸/۱۵ متر است. قطر تاج درخت حدود ۳۵متر است. درخت مذکور از سمت غرب دچار شکستگی در یکی از شاخه‌های اصلی شده‌است. این درخت آب مورد نیاز خود را از چشمه‌ای که در نزدیکی این درخت از زمین می‌جوشد و همین‌طور رودی که در پای آن جاری است فراهم می‌کند.

### قلعه‌های تاریخی دشتاب و خبر
در بخش خبر (دشتاب) قلعه‌هایی وجود دارد که مجموعه آن‌ها را به عنوان قلعه تاریخی دشتاب می‌شناسند. این قلعه‌ها هرکدام در نواحی مختلفی از منطقه دشتاب واقع شده‌اند و می‌توان گفت که قریب به ۴ قرن قدمت دارند.

### قلعه زهرا خانم
این قلعه در منطقه دشتاب و مقر حکومتی زهرا خانم فرمانفرما و حاکم دشتاب بوده‌است. زهرا خانم در زمان حکمرانی فردی بسیار سخت گیر بوده و روایت می‌شود: با کسانی که از فرمان او سرپیچی می‌کردند، به شدت برخورد می‌کرده و گوش افراد متمرد را با میخ به روی تخته کوبیده و دستور شلاق زدن می‌داده‌است. این قلعه با اعتباری بالغ بر۳۰۰ میلیون ریال قرار است که مورد بازسازی و احیا قرار گیرد.

### قلعه کرد علی
با توجه به موقعیت جغرافیایی که داشته‌است، از قلعه‌های معتبر حاکم‌نشین بافت بوده‌است. قلعه کردعلی در وکیل آباد دشتاب قرار داشته و توسط شخصی به نام کردعلی ساخته شده‌است. کردعلی که در این قلعه حکمرانی می‌کرده‌است برای دفاع از این قلعه، خندق بزرگی در اطراف آن حفر کرده و در روز توسط پل تخته‌ای از روی این خندق رفت‌وآمد می‌کرده‌اند و شب‌ها پُل را از روی خندق برمی‌داشته‌اند تا از هجوم غارتگران محفوظ باشند. این قلعه حد واسط قلعه هشون و قلعه مرتضی خَبر قرار داشته و در هنگام خطر و درگیری با روشن کردن آتش و ایجاد دود قلعه‌های دیگر را برای پشتیبانی خبر می‌کرده‌اند.

### قلعه هشون
بنای این قلعه به دوران صفوی بر می‌گردد که به واسطهٔ فرمانروایی گنجعلی خان افشار که از حاکمان محلی بافت بوده‌است به نام وی خوانده می‌شود. این قلعه در کنارهٔ راه بافت به سیرجان قرار گرفته‌است.

### غار طرنگ
بزرگ‌ترین غار آهکی استان کرمان در دهستان گوشک و در روستای طرنگ و در دامنه کوه طرنگ با ارتفاع ۳۳۳۳متر از سطح دریا قرار دارد. با اشکال و مناظر جالب و شگفت‌انگیز خود همواره مورد توجه گردشگران بوده‌است. غار طرنگ که یک غار آهکی محسوب می‌شود، به عنوان مهم‌ترین و طولانی‌ترین غار استان کرمان که در نوع خود بی‌نظیر ودارای مناظر و جلوه‌های طبیعی بسیار زیبا و پدیده‌های شگفت‌انگیز است که خود از جاذبه‌های طبیعی گردشگری استان کرمان محسوب می‌گردد و می‌تواند به عنوان یک قطب گردشگری در جنوب غربی استان کرمان ایفای نقش نماید. این غار از جمله غارهای متعدد مناطق کوهستانی استان کرمان می‌باشد که در فاصله ۲۳۰ کیلومتری جنوب غربی شهر کرمان واقع شده‌است.

### غار جفریز گوغر
درمنطقه خوش آب و هوای گوغر قرار دارد.

### غار شب‌پره
در منطقه خبر و در حوزه پارک ملی خبر در بخش خبر قرار دارد.

### سنگ نوشته‌ای تاریخی در ارتفاعات بافت
سنگنبشته‌ای موسوم به تخت شاهزاده در ارتفاعات بالای ۴۰۰۰ متری این کوه قرار گرفته که متن آن را در ذیل می‌بینید:
«لدوله فرمانفرما سالی یکمرتبه تشریف به شکار می‌آوردند به کوه شاه در سنه ۱۳۰۵ تشریف آوردند و امسال بهروز بادتر از همه سال شکار کردند و از آن جمله در یک کمین پنج قوچ هفت سال با تفنگ نازنین زدند و بنده حقیر نصرالله بگ تفنگدار لاله زاری که قورقچی این شکارگاه هستم فرمودند که این تفصیل را بر این سنگ بیادگار بنگار که حکام بعد به کرمان تشریف می‌آورند هریک عامل شکار باشند و باینکوه تشریف می‌آورند یادی از ما می‌فرمایند و بدانند ما هم از مستان این می‌بوده‌ایم.»
لازم است ذکر شود که این ارتفاعات یکی از نقاط استثنایی کشور است و به خاطر ارتفاع زیاد از سطح دریا و همچنین برفگیر بودن پتانسیل این را دارد که به قطب گردشگری استان تبدیل شود.
حیات وحش این منطقه همان‌طور که از متن سنگ‌نگاره برمی آید روزگاری زبانزد بوده که با شکار بی‌رویه به خصوص در دههٔ ۶۰ تقریباً تمام شکار این منطقه نابود شد.

## فضای سبز شهری
به دلیل موقعیت آب وهوایی مناسب بافت و بارش مناسب برف و باران فضای سبز شهری بافت تقریباً ترکیبی از درختان کهنسال و جوان است که بیشتر شامل گردو، بادام، چنار، سرو و نارون هستند.

## پارک‌ها و بوستان‌ها
- بوستان بهشت (ساحلی): قرارگرفته در بلوار خروجی شرقی بافت به سمت کرمان
- پارک شهر: قرارگرفته در بلوار امام خمینی
- پارک بانوان
- پارک ولیعصر (عج): قرارگرفته در بلوار امیرکبیر
- بوستان غدیر: قرارگرفته در بلوار۲۲ بهمن
- پارک جنگلی بهاران: قرارگرفته در خروجی شرقی بافت به کرمان
- بوستان نشاط: قرارگرفته در بلوار شهدا
- بوستان خبرنگار: قرارگرفته در بلوار۲۲ بهمن
- بوستان کوهستان: قرارگرفته در بلوارشهید چمران
- پارک بزرگ ۵۰ هکتاری فدک: یکی از بزرگ‌ترین پارک‌های استان کرمان (در حال احداث)[۳۱] این پارک در ورودی غربی بافت قرار دارد.

## سد بافت
سد بافت با گنجایش حدود ۴۰ میلیون مترمکعب در شمال شرقی شهر بافت قرار دارد.

### دیدنی‌های شهر بافت
- درختان کهنسال گردو حاشیه رودخانه بافت، درخت چنار کهنسال باغ شکوه زاده
- باغ‌های حاشیهٔ رود آسیاب جفته
- خانه تاریخی ایرانمنش بافت: خانه ایرانمنش مربوط به اواخر دوره قاجار و اوایل دوره پهلوی است و در بافت، خیابان طالقانی، کوچه بابک، پ ۲ واقع شده و این اثر در تاریخ ۱۲ تیر ۱۳۸۴ با شمارهٔ ثبت ۱۲۰۰۳ به‌عنوان یکی از آثار ملی ایران به ثبت رسیده‌است.[۳۳]
- سد مخزنی بافت: سد مخزنی بافت یکی از سدهای مهم استان کرمان است که در جوار شهر بافت قرار گرفته‌است.[۳۴]
- بوستان ساحلی
- قنات معدنی گرگیشان
- چمنزار حسن‌آباد و باغ‌های عباس‌آباد
- قدیمی‌ترین درخت گردوی جهان: این درخت با ۲۵۰۰ سال قدمت در منطقهٔ گوغر شهرستان بافت قرار دارد.[۳۵]

### سوغات
سوغاتی‌های مهم این شهر شامل گردو(که به عنوان نماد بافت شناخته شده‌است)، زیره، عسل، فراورده‌های لبنی و انواع گلیم و قالیچه می‌باشد.

## صنایع دستی
صنایع دستی بافت بیشتر شامل قالی و گلیم و شیرکی پیچ و پته دوزی می‌باشد.
- شیریکی پیچ: بافت از مراکز تولید گلیم شیریکی پیچ در کشور است.

- پته دوزی

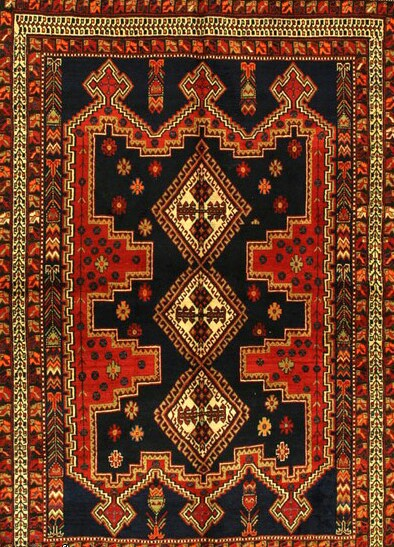
نمونه‌ای از قالیچه‌های عشایری شهرستان بافت که به قالیجه‌های افشاری معروف هستند. نقش سه کله به‌طور گسترده در این منطقه بافته می‌شده‌است

- قالی بافت: بافت از مراکز مهم قالیبافی استان کرمان و کشور است. فرش دستباف شهر بافت به دلیل اقلیم خاص خود از نقشه‌های خاصی برخوردار است که از سایر نواحی استان کرمان متمایز است. قالی‌هایی که در این شهرستان تولید می‌شود دارای طرح کرمانی و نقش‌های شاه عباسی، گلدانی، حشمتی، گل بادامی و گل سرخی هستند.

## هتل‌ها و مراکز اقامتی
- هتل چهار ستاره رکسان بافت★★★★[۳۷][۳۸][۳۹]
- هتل شایگان[۴۰]
- هتل آپارتمان پاییز[۴۱]
- هتل هلال (درحال ساخت)
- مهمانپذیر طلوع
- خانه معلم
- مهمانسرای شهرداری

## اقتصاد

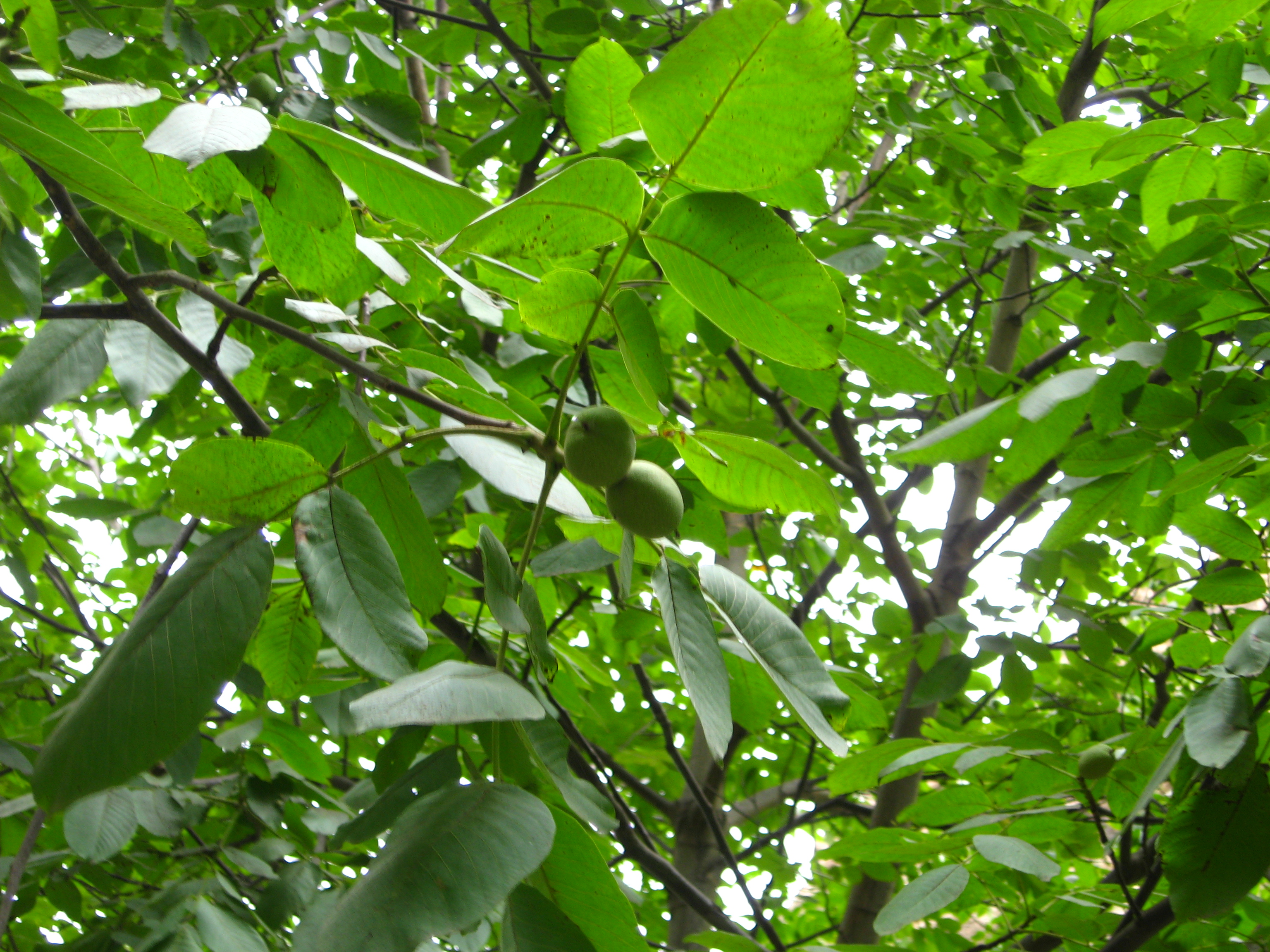
بافت از قطب‌های تولید گردو در ایران

بافت به لحاظ کشاورزی از مناطق مهم در استان کرمان و حتی در سطح ایران محسوب می‌شود. بافت بیشترین سطح زیر کشت گردو در ایران را به خود اختصاص داده‌است.
اقتصاد بافت بر پایه کشاورزی شامل کشت انواع صیفی جات و انواع میوه‌های سردسیری شامل گردو – انار، بادام، هلو، سیب، آلبالو، گیلاس، زردآلو و سایر میوه جات، دامپروری، بافت صنایع دستی و نیز صنعت استوار است. بافت دومین تولیدکننده گردو ی ایران است. 

### صنایع و کارخانه‌ها
بافت بیشترین ذخایر معدنی استان کرمان را در اختیار دارد، اما در حوزه بهره‌برداری از معادن جایگاه خوبی در استان کرمان ندارد. بیشتر صنایع و کارخانه‌های بافت در شهرک صنعتی بافت متمرکز شده‌اند. بخشی از کارخانه‌ها و صنایع شهرستان نیز در نواحی اطراف شهر و توابع بافت احداث شده‌اند یا در حال احداث می‌باشند.
برخی از کارخانه‌ها و صنایع مهم شهرستان بافت:
- صنایع فولاد بافت[۴۳] کارخانه فولاد بافت توانسته‌است در یکماه فعالیت میزان ۶۵ هزارتن آهن اسفنجی تولید کند که این یک رکورد به‌شمار می‌آید[۴۴]
- کارخانه آرد
- کارخانه تولید شیر و لبنیات پاستوریزه
- کارخانه کرک بافت: شهرستان بافت به لحاظ تولید کرک رتبه دوم تولید را پس از کشور چین به خود اختصاص داده‌است.

## بناها و امکانات ورزشی
- استادیوم شهید شهابی
- باشگاه ورزشی شهید یاراحمدی
- زورخانه شهید هاشم نادری
- سالن کشتی
- استخرشهدا
- چمن مصنوعی انقلاب
- مجموعه ورزشی خلیج فارس
- سالن کاراته المپیک
- سالن وزنه‌برداری
- سالن بسکتبال کوثر
- خانه شطرنج
- خانه ووشو
- باشگاه بیلیارد میلاد
- سالن یاس
- سالن بسیج بافت

شهر بافت ورزشکاران زیادی را به ورزش ایران و جهان معرفی کرده‌است.

### باشگاه‌های ورزشی
- باشگاه ورزشی احیا استیل 'فولاد بافت': این باشگاه در تعدادی از رشته‌های ورزشی فعالیت می‌کند و تیم کشتی فولاد بافت در لیگ دسته اول ایران حضور دارد.[۴۵]
- تیم والیبال گاز بافت: در لیگ برتر والیبال استان کرمان حضور دارد.
- باشگاه آریایی
- باشگاه آراد
- باشگاه سرداران بدر
- باشگاه پرورش اندام دلیران
- باشگاه پرورش اندام امین
- باشگاه پرورش اندام آریامن
- باشگاه پرورش اندام اساطیر
- باشگاه پرورش اندام اسکات
- باشگاه بانوان ویوا
- باشگاه بانوان انرژی
- باشگاه بانوان مادر
- باشگاه پرورش اندام پوریای ولی
- باشگاه بیلیارد میلاد
- باشگاه جسم و اندیشه
- باشگاه راه ابریشم بزنجان
- باشگاه میلاد بالاباغ
- باشگاه کاراته شهدا
- باشگاه کاراته توحید
- باشگاه کاراته شهید سلیمانی
- باشگاه شطرنج ماهور
- باشگاه شطرنج کیش و مات
- باشگاه پرورش اندام بادیگارد بزنجان

### میزبانی‌های ورزشی شاخص
- رقابت‌های کشتی لیگ دسته اول ایران تابستان ۱۴۰۱ به میزبانی باشگاه فولاد بافت برگزار شد.[۴۶]

## مراکز علمی دانشگاهی و حوزوی
شهر بافت از نقاط نخبه پرور ایران است و پزشکان و مهندسان زیادی را به دنیا معرفی کرده‌است. دانشجویان زیادی از شهر بافت در ایران و خارج از ایران تحصیل می‌کنند و از سرمایه‌های علمی بافت، ایران و جهان هستند. بافت همچنین یکی از شهرهای دارای بیشترین میزان قبولی در آزمون سراسری دانشگاه‌ها در استان کرمان است و تا پایان سال ۹۰ خورشیدی بیش از هشتصد پزشک به این مرز و بوم هدیه نموده‌است.

### مراکز حوزوی
- حوزه علمیه امام حسین بافت[۴۷][۴۸]

### دانشگاه‌ها و مراکز آموزش عالی
- دانشگاه آزاد اسلامی واحد بافت:[۴۹] دانشگاه آزاد اسلامی، نخستین مرکز آموزش عالی شهرستان بافت می‌باشد که نقش بسیار ارزنده‌ای در توسعه منطقه ایفا کرده‌است. هم‌اکنون در مقاطع تحصیلی کاردانی، کارشناسی، کارشناسی ارشد و دکتری تخصصی در رشته‌های مختلف و هم‌چنین رشته دکتری عمومی دامپزشکی با امکانات آموزشی و پژوهشی نظیر کتابخانه تخصصی، و با آزمایشگاه‌ها کلینیک‌ها و کارگاه‌های مجهز، داروخانه دامپزشکی پذیرای داوطلبان عزیز می‌باشد. نخستین رئیس این دانشگاه، دکتر محمود آقاجانی بوده‌است، در حال حاضر نیز آقای دکتر علیرضا مرادی پس از دکتر ابراهیم خراسانی پاریزی عهده‌دار ریاست این واحد می‌باشند. ریاست دانشکده دامپزشکی و مدیر گروه دامپزشکی آقای دکتر بابک خیرخواه می‌باشد. رشته دکتری عمومی دامپزشکی از سال ۹۵ با پذیرش از راه آزمون سراسری سازمان سنجش آموزش کشور در این واحد دانشگاهی بوده و تا کنون فعال است و واحد بافت تنها واحد دانشگاه آزاد اسلامی در جنوب شرق است که مجری رشته دکتری عمومی دامپزشکی می‌باشد. رشته دامپزشکی در دانشگاه آزاد اسلامی زیر نظر معاونت علوم پزشکی دانشگاه آزاد اسلامی واحد کرمان می‌باشد. این واحد دانشگاهی دارای دانشکده‌های دامپزشکی و فنی مهندسی می‌باشد.
  - دانشکده مدیریت و اقتصاد بافت: دانشجویان زیادی از استان کرمان و سایر نقاط در این دانشکده تحصیل می‌کنند. این دانشکده یکی از دانشکده‌های دانشگاه شهیدباهنر کرمان است.[۵۰]
- آموزشکده فنی امام حسین: این آموزشکده دولتی بوده و پذیرای دانشجویان است.
- دانشگاه پیام نورمرکز بافت: از مهم‌ترین دانشگاه‌های پیام نور استان کرمان می‌باشد.[۵۱]
- مجتمع آموزش عالی سلامت بافت این مجتمع آموزشی مجری رشته بهیاری می‌باشد.

## بازارها و مراکز خرید
- بازار قدیمی بافت معروف است به بازار "کربلایی حاجی شفیعی" (کل حاجی). در این بازار بیشتر گیاهان دارویی و محصولات خوراکی به فروش می‌رسد.
- بازار جدیدتر بافت هم بازار "میثم" نام دارد و تقریباً در مرکز شهر قرار دارد.
- بازار ولی عصر بازار دیگری است که تقریباً در مرکز شهر قرار دارد.

همه بازارهای یاد شده روزانه جمعیت زیادی را برای خرید در خود جای می‌دهند.

## بیمارستان‌ها و مراکز درمانی
- بیمارستان خاتم‌الانبیا[۵۲]
- کلینیک آیت الله کاشانی
- درمانگاه تأمین اجتماعی
- درمانگاه‌های وابسته به وزارت بهداشت، درمان و آموزش پزشکی

## حمل ونقل

### شهری
حمل و نقل شهری بافت از طریق خطوط تاکسی صورت می‌گیرد. تاکسیرانی شهر بافت در مسیرهای شمال به جنوب و شرق به غرب دارای خطوط تاکسی است.

### بین شهری
حمل و نقل بین شهری بافت از طریق جاده‌ها صورت می‌گیرد و این شهر فاقد راه‌آهن و فرودگاه است. مطالعات برای احداث راه‌آهن سیرجان - بافت انجام شده ولی هنوز کار عملیاتی برای احداث آن آغاز نشده‌است.
درحال حاضر پروژه‌های اتوبان کرمان - بافت و اتوبان بافت - سیرجان در حال انجام می‌باشد. بدین ترتیب راه‌های شهر بافت به شهرهای مهم کشور یعنی کرمان و شیراز از مسیر سیرجان به صورت دوبانده و بزرگراه خواهندشد. در آینده قرار است کار احداث اتوبان‌های بافت - جیرفت و بافت - حاجی‌آباد (هرمزگان) نیز عملیاتی شود.

### خیابان‌ها و میدان‌های مهم بافت
- میدان آزادی
- میدان امام خمینی
- بلوار شهید باهنر
- میدان قدس
- بلوار شهدا
- بلوار شهید بهشتی
- خیابان شهابی
- بلوار امام خمینی
- بلوار امیرکبیر
- خیابان دانشگاه
- میدان امام علی
- خیابان شهید چمران
- میدان کشاورز
- خیابان هاشمی
- شهرک گلها

### مسافت تا سایر شهرها
| شهر مقصد | فاصله (کیلومتر) |
| -------- | --------------- |
| تهران    | ۱۰۷۹ کیلومتر    |
| کرمان    | ۱۵۹ کیلومتر     |
| سیرجان   | ۹۸ کیلومتر      |
| رابر     | ۳۶ کیلومتر      |
| ارزوئیه  | ۱۱۳ کیلومتر     |
| جیرفت    | ۱۷۴ کیلومتر     |
| مشهد     | ۱۰۶۶ کیلومتر    |
| قم       | ۹۴۶ کیلومتر     |
| یزد      | ۴۴۵ کیلومتر     |
| شیراز    | ۴۸۳ کیلومتر     |

### مسیرهای منتهی به شهر
- ورودی از سمت شرق که از این مسیر می‌توان به شهرهای کرمان، رابر و جیرفت دسترسی داشت.
- ورودی از سمت غرب که از این مسیر می‌توان به شهرهای سیرجان، نیریز و شیراز دسترسی داشت.
- ورودی از سمت جنوب که از این مسیر می‌توان به شهرهای ارزوئیه، حاجی‌آباد و بندرعباس دسترسی داشت.

## جستارهای  وابسته
ترک‌های بافت